# Беккер, Говард Пол
Го́вард Пол Бе́ккер (англ. Howard Paul Becker, 9 декабря 1899, Нью-Йорк — 8 июня 1960, Нью-Йорк) — американский социолог, профессор Висконсинского университета в Мадисоне.

## Биография
Он был единственным ребенком в семье и довольно рано лишился отца, который, будучи коррумпированным и связанным с организованной преступностью полицейским чиновником из нью-йоркского полицейского департамента, был обвинен в заказном убийстве, осужден и казнён на электрическом стуле. В 14 лет Говард Беккер был вынужден оставить школу и пойти работать. Однако, сдав специальный экзамен, в 1922 году он поступил в Северо-Западный университет, окончил его, получил степень бакалавра (1925) и магистра (1926). В 1926-1927 годах стажировался в Кёльнском университете у Леопольда фон Визе, Пауля Хонигсхайма и Макса Шелера. С 1928 году — доцент социологии в Чикагском университете, в 1930 году получил там докторскую степень.
С 1937 года преподавал в Висконсинском университете. Также читал лекции в Гарварде, Стэнфорде, Колумбийском университете, Марбурге, Кёльне, Бирмингеме, Торонто. Вел отдел рецензий в Американском социологическом обозрении. Во время Второй мировой войны сотрудничал с секретной службой США, работал в Американской оккупационной зоне Германии.
В 1960 году был избран 50-м президентом Американской социологической ассоциации.

## Научные труды
Автор работ по социологии культуры, личности, семьи, религии, социальных движений. Основополагающими стали составленные им (в соавторстве) фундаментальные и неоднократно перепечатанные позднее издания по теории социологии — Социальная мысль от знания к науке (1938, 3 тт.) и Современная социологическая теория в преемственности и изменении (1957).
Всегда поддерживал тесные связи с немецкой и французской социологией (Дюркгейм, Хальбвакс). Глубоко интересовался социологическим наследием Макса Вебера, в 1945 взял обширное интервью у его вдовы Марианны Вебер. Американская социология также обязана ему внедрением идей Визе, Зиммеля, Тённиса.
Адаптируя тённисовскую типологическую дихотомию «община — общество», развил в беседах и переписке с Робертом Парком, а затем и в печатном изложении — концепцию сакральных и секулярных обществ.

## Книги
- Systematic sociology; on the basis of the Beziehungslehre and Gebildelehre (Allgemeine Soziologie) of Leopold v. Wiese (1932)
- Social Thought from Lore to Science (1938, 3 vols; переизд. 1952, 1961, 1964, 1970, 1978; в соавторстве с Гарри Барнсом)
- German Youth: Bond or Free (1946, нем. пер. 1949)
- Family, Marriage, and Parenthood (1948)
- Man in society; Introductory lectures for Sociology I (1950)
- Man in Reciprocity. Introductory Lectures on Culture, Society and Personality (1956, переизд. 1970, 1973)
- Through Values to Social Interpretation: Essays on social contexts, actions, types, and prospects (1950, переизд. 1968)
- Modern sociological theory in continuity and change (1957, редактор-составитель вместе с Алвином Босковом; переизд. 1961, 1966)
- Soziologie als Wissenschaft vom sozialen Handeln (1959)
- Howard Becker on education (1995)

## Публикации на русском языке
- Беккер Г., Босков А. Современная социологическая теория в её преемственности и изменении. — М.: Изд-во иностр. лит-ры, 1961 (включает статью Г. Беккера «Современная теория священного и светского и её развитие»)